# Белкино (Обнинск)
Бе́лкино — микрорайон города Обнинска в Калужской области России; упразднённая в 2018 году деревня Боровского района.
По данным переписи 2010 года численность населения составляла 150 человек.

## География
Находится на северной окраине города.

## История
С XV века владельцем усадьбы был род бояр Белкиных. Наиболее вероятный основатель села Белкина — родоначальник дворянского рода Белкиных Иван Фёдорович Белка Отяев. Вероятнее всего, земельное владение было пожаловано ему Иваном III. Возможно также, что земельное владение было получено им или его отцом, Фёдором Дуткой, от князя Михаила Андреевича Верейского в то время, когда Малоярославец входил в состав Верейского удела. В конце XVI века усадьба Белкино — во владении Годуновых. В 1611 году земли и усадьба Белкино переходят князьям Долгоруким. С 1741 года Белкино принадлежит Воронцовым. Одержимый страстью к строительству, Иван Илларионович Воронцов построил каменный дом, церковь в честь Бориса и Глеба и насадил регулярный липовый парк. При И. И. Воронцове усадьба получает сохранившиеся до настоящего времени каменные здания (дом и церковь) и парк с каскадами прудов. Затем Белкино, в виде приданого, передается дочери А. И. Воронцова (внучке Ивана Воронцова), Анне, вышедшей замуж за Дмитрия Петровича Бутурлина в 1793 году. После 1817 года Бутурлины навсегда уезжают в Италию. Усадьба сдана в аренду И. А. Кавецкому. Его дочь выходит замуж за Н. А. Обнинского (1791—1863). Участник Отечественной войны 1812 года полковник Н. А. Обнинский, выйдя в отставку, приобрел деревни Шемякино, Самсоново и Кривское Боровского уезда, а позднее — усадьбу Белкино в 1840 г. Название городу Обнинск дал дворянский род Обнинских, которые стали последними владельцами Белкино.
В конце 2018 года присоединена к Обнинску.

## Достопримечательности
- Храм Святых Бориса и Глеба в Белкине (1773 г.).

## Известные уроженцы
- Иноземцев, Фёдор Иванович (1802—1869) — российский врач, доктор медицины, хирург.
- Обнинский, Виктор Петрович (1867—1916) — российский государственный и политический деятель, литератор.